# Gianluca Curti
Gianluca Curti (Roma, 20 ottobre 1963) è un produttore cinematografico, sceneggiatore e editore italiano. È Presidente e CEO della Minerva Pictures Group.

## Biografia
Figlio dell'attrice Leonora Ruffo e del produttore Ermanno Curti, inizia l'attività di produttore vincendo nel 1991 il premio del pubblico al Giffoni Film Festival con Buck ai confini del cielo, tratto dai racconti di Jack London, alla presenza del protagonista John Savage e del regista Tonino Ricci.
Nel 1999, in collaborazione con la Andy Warhol Foundation di Roma e con Stefano Curti, edita l'opera omnia cinematografica del padre della pop art. La sua opera di recupero, restauro e conservazione di varie pellicole del cinema mondiale ottiene vari riconoscimenti nei festival specializzati del settore. Nel dicembre del 1999 viene pubblicato Vynil, prima opera proposta al pubblico con l’etichetta RaroVideo.
Dal 1997 al 1999 co-produce il festival "Cinema e storia" di San Marino, il cui direttore artistico è Carlo Lizzani. Dal 2005 al 2010 produce e dirige il Reggio Calabria Film Fest, rassegna del cinema italiano. Nel 2010 è consulente artistico-editoriale del Bellaria Film Festival. È presidente e amministratore delegato della Minerva Pictures e del gruppo editoriale Minerva-Rarovideo. Da maggio 2023 è editore del giornale di cinema, cartaceo e on line, The Hot Corn.
Da gennaio 2018 a gennaio 2019 è portavoce di CNA Cinema e Audiovisivo. A febbraio 2019 è stato ha avuto la nomina a presidente nazionale di CNA Cinema e Audiovisivo, e a ottobre 2021 è stato eletto presidente di CNA cinema e audiovisivo.

## Filmografia

### Produttore

#### Lungometraggi
- Ciao bambino (2024), regia di Edgardo Pistone
- Leggere Lolita a Teheran (2024), regia di Eran Riklis
- L'orto americano (2024), regia di Pupi Avati
- Margherita delle stelle (2024), regia di Giulio Base
- Eravamo bambini (2024), regia di Marco Martani
- Bang Bank (2024), regia de I Ditelo voi
- Addio al nubilato 2 (2023), regia di Francesco Apolloni
- La quattordicesima domenica del tempo ordinario (2023), regia di Pupi Avati
- La caccia (2022), regia di Marco Bocci
- Rossosperanza (2023), regia di Annarita Zambrano
- Stabat Mater (2023), regia di Nazareno Manuel Nicoletti
- Tre uomini e un fantasma (2022), regia de I Ditelo voi
- Il magico mondo di Billie (2022), regia di Francesco Cinquemani
- Kid Santa (2022), regia di Francesco Cinquemani
- Terezín (2022), regia di Gabriele Guidi
- Ragazzaccio (2022), regia di Paolo Ruffini
- La buona strega del Natale (2021), regia di Francesco Cinquemani
- Vote for Santa (2021), regia di Francesco Cinquemani
- Addio al nubilato (2021), regia di Francesco Apolloni
- Bastardi a mano armata (2021), regia di Gabriele Albanesi
- Il buco in testa (2020), regia di Antonio Capuano
- Calibro 9 (2020), regia di Toni D'Angelo
- Mondocane (2021), regia di Alessandro Celli
- Hammamet (2019), regia di Gianni Amelio
- Il ladro di cardellini (2020), regia di Carlo Luglio
- Il ladro di giorni (2019), regia di Guido Lombardi
- A Tor Bella Monaca non piove mai (2019), regia di Marco Bocci
- Copperman (2019), regia di Eros Puglielli
- L'eroe (2019), regia di Cristiano Anania
- Nevermind (2019), regia di Eros Puglielli
- Restiamo amici (2019), regia di Antonello Grimaldi
- Finalmente sposi (2018), regia di Lello Arena
- Non è vero ma ci credo (2018), regia di Stefano Anselmi
- Tafanos (2018), regia di Riccardo Paoletti
- Falchi (2017), regia di Toni D'Angelo
- Piccoli crimini coniugali (2017), regia di Alex Infascielli
- Veleno (2017), regia di Diego Olivares
- Finché giudice non ci separi (2017), regia di Andrea Maia e Antonio Fornari
- Ciao Brother (2016), regia di Nicola Barnaba
- L'esigenza di unirmi ogni volta con te (2015), regia di Tonino Zangardi
- Per amor vostro (2015), regia di Beppe Gaudino
- Uno per tutti (2015), regia di Mimmo Calopresti
- Take Five (2013), regia di Guido Lombardi
- Là-bas - Educazione criminale (2012), regia di Guido Lombardi
- Workers - Pronti a tutto (2012), regia di Lorenzo Vignolo
- Just like a Woman (2012), regia di Rashid Bouchareb
- Ubaldo Terzani Horror Show (2011), regia di Gabriele Albanesi
- Tatanka (2011), regia di Giuseppe Gagliardi
- Fortapàsc (2009), regia di Marco Risi
- Napoli Napoli Napoli (2009), regia di Abel Ferrara
- Sandrine nella pioggia (2008), regia di Tonino Zangardi
- Lillo e Greg - The movie! (2007), regia di Luca Rea
- H2Odio (2006), regia di Alex Infascelli
- Ingannevole è il cuore più di ogni cosa (2005), regia di Asia Argento
- Il mistero di Lovecraft - Road to L. (2005), di Federico Greco e Roberto Leggio
- Retrograde (2004), regia di Christopher Kulikowski
- Diapason (2001), regia di Antonio Domenici
- San Gabriele (2001), regia di Maurizio Angeloni
- Scarlet Diva (2000), regia di Asia Argento
- Con la voce del cuore (2000), regia di Giancarlo Santi
- Buck e il braccialetto magico (1997), regia di Tonino Ricci
- Buck ai confini del cielo (1991), regia di Tonino Ricci

#### Documentari
- Bernardo Bertolucci. La nostra magnifica ossessione (2025), regia di Marco Spagnoli

- Un Natale a casa Croce (2025),regia di Pupi Avati
- Bene! Vita di Carmelo (2023), regia di Samuele Rossi
- La nostra Monument Valley (2023), regia di Alberto Crespi e Steve della Casa
- Ora tocca a noi - Storia di Pio La Torre (2022), regia di Walter Veltroni
- Margherita. La voce delle stelle (2022), regia di Samuele Rossi
- Gli ultimi giorni dell'umanità (2022), regia di Enrico Ghezzi e Alessandro Gagliardo
- Marta - Il delitto della Sapienza (2021), regia di Simone Manetti
- Se c’è un aldilà sono fottuto. Vita e cinema di Claudio Caligari (2019), regia di Simone Isola e Fausto Trombetta
- Italian Gangsters (2015), regia di Renato De Maria
- Filmstudio Mon Amour (2015), regia di Toni D'Angelo
- Largo Baracche (2014), regia di Gaetano Di Vaio
- The Summit (2012), documentario sui fatti del G8 di Genova.
- Interdizione perpetua (2012), regia di Gaetano Di Vaio
- L'uomo con il megafono (2012), regia di Michelangelo Severgnini
- Il loro Natale (2010), regia di Gaetano Di Vaio
- La rabbia di Pasolini - Ipotesi di ricostruzione della versione originale del film (2008), di Giuseppe Bertolucci
- H.P. Lovecraft - Ipotesi di un viaggio in Italia (2004), di Federico Greco e Roberto Leggio

#### Serie TV
- Miss Fallaci (2025), una produzione Paramount e Minerva Pictures, in associazione con RedString

### Sceneggiatore
- Calibro 9 (2020), regia di Toni D'Angelo
- Bastardi a mano armata (2021), regia di Gabriele Albanesi
- Retrograde (2004), regia di Christopher Kulikowsky

## Riconoscimenti
David di Donatello
- - 2025 – candidatura come Miglior produttore per Ciao Bambino
  - 2010 – candidatura come Miglior produttore per Fortàpasc

Festival del cinema ritrovato
- - 2005 – 1º premio per il recupero del film L'amore in città
  - 2006 – 1º premio per il recupero del film I vinti

Giffoni Film Festival
- 1991 – Premio del pubblico

- Italian DVD Award
  - 2008 – Italian DVD Award per l'edizione ed il restauro del film Il generale Della Rovere
  - 2011 – Italian DVD Award per il restauro e l'edizione de Il conformista
  - 2012 – Italian DVD Award per il recupero e il restauro di Paura e desiderio
- Nastro d'argento
  - 2009 – candidatura come Miglior produttore per Fortàpasc
  - 2012 – candidatura come Miglior produttore per Là-bas – Educazione criminale
  - 2017 – candidatura come Miglior produttore per Falchi
- Taormina Film Fest
  - 2018 – Miglior produttore per Restiamo amici